# Télécom Nancy
 (février 2025).
Si vous disposez d'ouvrages ou d'articles de référence ou si vous connaissez des sites web de qualité traitant du thème abordé ici, merci de compléter l'article en donnant les références utiles à sa vérifiabilité et en les liant à la section « Notes et références ».
TELECOM Nancy, anciennement École supérieure d'informatique et applications de Lorraine ou ESIAL, est l'une des 204 écoles d'ingénieurs françaises accréditées par la Commission des Titres d'Ingénieur (CTI) à délivrer un diplôme d'ingénieur.
Créée en 1990, elle forme des ingénieurs spécialisés en informatique et en sciences du numérique. Les composantes de son cursus ne relevant pas purement de l'informatique sont du domaine des Sciences de l'information et de la communication. L'école est également une composante de l’Université de Lorraine.
Depuis le 21 septembre 2011, l'ESIAL est une école associée de l'Institut Mines-Télécom. À la suite d'une délibération de son conseil d'administration le 29 juin 2012, elle change de nom et devient Télécom Nancy.

## Admission
- Concours pour les élèves sortant de classe préparatoire aux grandes écoles

L'essentiel du recrutement se fait principalement via le concours Mines-Télécom pour une entrée en première année. Les études à TELECOM Nancy durent alors trois ans. Il y a 98 places au total proposées en 2025 aux élèves de classes préparatoires réparties de la manière suivante : 60 pour les MP, 26 pour les MPI, 4 pour les PC, 5 pour les PSI, 3 pour les PT.
- Après une classe préparatoire intégrée

10 places sont offertes aux élèves issus de CPP - La Prépa des INP.
- Après un cursus bac+2 ou bac+3

TELECOM Nancy recrute aussi à bac+2 ou bac+3 depuis les DUT, les licences, les CUPGE (classes préparatoires universitaires), prépas ATS ou TSI ou autres formations de même niveau ayant une forte composante informatique et offre 10 places en 2025 pour les élèves provenant de ces filières. L'admission se fait également en première année, sur dossier et entretien.
- Admission en apprentissage

24 places sont offertes pour les élèves provenant de DUT, BTS, licences, prépas ou autres formations de même niveau pour intégrer la filière ingénieur par apprentissage.
- Admission en apprentissage spécialisé en cybersécurité

12 places sont offertes pour les élèves provenant de DUT, BTS, licences, prépas ou autres formations de même niveau pour intégrer la filière ingénieur par apprentissage spécialisée en cybersécurité. 2 places sont réservées aux étudiants de CPP - La prépa des INP.
- Après un bac+4 scientifique

Les élèves provenant d'un bac+4 scientifique peuvent être admis en deuxième année sur dossier et entretien (20 places offertes).

## Formation

### Ingénieurs
La formation d'ingénieur dure trois ans.
TELECOM Nancy propose 3 cursus accessibles à partir d'un Bac+2 scientifique :
- une formation d'ingénieur généraliste en informatique sous statut étudiant (FISE),
- une formation d'ingénieur généraliste en informatique sous statut apprenti en partenariat avec l’ITII Lorraine (FISA),
- une formation d'ingénieur spécialisé en cybersécurité sous statut étudiant (1 an) puis apprenti (2 ans) en partenariat avec l’ITII Lorraine (FISEA).

5 approfondissements sont proposés à partir de la 2ème année en FISE :
- Intelligence Artificielle et Masses de Données
- Ingénierie du Logiciel
- Internet Systems and Security (Internet, Systèmes connectés et Sécurité)
- Systèmes et Logiciels Embarqués
- Systèmes d’Information d’Entreprise

### Double diplômes et Masters
TELECOM Nancy offre à ses élèves la possibilité de préparer différents doubles-diplômes et parcours diversifiés à compter de la 2e ou 3e année.
- Master Ingénierie de la Santé – parcours Recherche Santé numérique et Imagerie médicale ; en partenariat avec la Faculté de Médecine de Nancy.
- Double-diplôme d’ingénieur-manager avec Institut Mines Télécom Business School à Évry
- Double-diplôme d’ingénieur TELECOM Nancy / ENSGSI en 4 ans
- Double-diplôme avec l’Universidade Tecnologica Federal do Parana (Brésil)
- Double-diplôme avec l’Université du Québec à Chicoutimi (Canada)
- Double-diplôme avec l’Université du de Sherbrooke (Canada)
- Double-diplôme avec  ETS – Ecole Technique et Supérieure de Montréal (Canada)
- Double-diplôme avec Kyushu Institute of Technology (Kyutech)(Japon)

- Master MAE (Master Administration des Entreprises) en partenariat avec l’ISAM-IAE Nancy
- Master EDA (Entrepreneuriat et Développement d’Activités) en partenariat avec l’IAE Metz
- Master Informatique – parcours Recherche AVR (Apprentissage, Vision, Robotique) ; en partenariat avec la Faculté des Sciences et Technologies de Vandœuvre-lès-Nancy
- Master Informatique – Ingénierie des Logiciels, parcours Recherche MF2S (Méthodes Formelles pour des Systèmes sûrs) ; en partenariat avec la Faculté des Sciences et Technologies de Vandœuvre-lès-Nancy
- Master Ingénierie mathématique pour la science des données en partenariat avec la Faculté des Sciences et Technologies de Vandœuvre-lès-Nancy.
- Master Économie – Parcours croisé Ingénierie – Économie ; en partenariat avec la Faculté de Droit, Sciences économiques et Gestion de Nancy
- Parcours Simulation numérique en partenariat avec l’École Nationale Supérieure de Géologie

## International
Au cours de leur cursus, les élèves doivent réaliser une expérience d'au moins 17 semaines à l'étranger : 
- dans le cadre d'un stage en entreprise (en 1ère, 2e ou 3e année),
- ou dans le cadre d'une année ou d'un semestre d'études dans une université étrangère (respectivement en 3e et 2e année) : programme Erasmus+, année de césure ou double-diplôme.

### Échanges internationaux
L'école a tissé un réseau de collaborations internationales. Des accords existent avec des universités dans les pays suivants : Allemagne, Autriche, Belgique, Brésil, Canada, Croatie, Espagne, Irlande, Italie, Japon, Luxembourg, Norvège, Pays-Bas, Pologne, Portugal, Roumanie, Slovénie, Suède.
En dernière année, des double-diplômes sont possibles avec le Brésil, le Canada et le Japon.
De son côté, TELECOM Nancy peut accueillir des étudiants de ces universités.
25 à 30 % des diplômés travaillent à l'étranger à la sortie de l'école.

## Vie associative
L’école compte 5 associations étudiantes : 
- le CETEN (Cercle des Élèves de TELECOM Nancy)
- Anim’Est
- Télécom Nancy Services (association de type Junior entreprise)
- le Bureau Des Sports (foot, hand, basket, volley, ...)
- Humani’TN (association à but humanitaire organisatrice du TN'Event)

Ainsi qu’une quarantaine de Clubs dans tous les domaines gérés par le CETEN : cybersécurité, algorithmie, intelligence artificielle, musique, dessins, activités manuelles, voyages, gastronomie, robotique, bricolage, jeux de société, jeux vidéos, photo, vidéo…).
De nombreuses manifestations rythment l’année scolaire :
- Anim’EST
- TN’Event
- Gala TELECOM Nancy
- OL’INP
- Week-end Intégration
- Jeux Inter-Groupe
- 24 heures de Stan …

Le club Intégration organise le week-end d'intégration en première année.
Le Club Gala qui organise chaque année le Gala de l'école à l'occasion de la remise des diplômes.
L'association Anim'Est est organisatrice d'une convention sur le Japon à Nancy.
L'association Humani'TN organise chaque année le TN'Event, un évènement caritatif inspiré du ZEvent, en faveur d'une association locale.
L'association de type junior entreprise de l'école, Télécom Nancy Services, propose des prestations de services informatiques (tels que création de site web, création d'ERP, logiciels, applications mobiles, etc.). Cette association fait l'intermédiaire entre les clients et les développeurs (élèves de TELECOM Nancy) qui réalisent le projet.

## Personnalités liées à l'établissement

### Étudiants
- Guillaume Rozier, fondateur de CovidTracker, un site web de suivi de l'évolution de l'épidémie de Covid-19.
- Léontine Nkague Nkamba, professeure d'université et chercheuse